# Leaving on a Jet Plane
Leaving on a Jet Plane és una cançó escrita per John Denver el 1966 durant una espera en un aeroport a Washington i fou enregistrada pel Mitchell Trio el 1967. El títol original era "Oh Babe I Hate To Go" però el productor, Milt Okun, el va convèncer per canviar el títol. El tema va passar desapercebut fins que Peter, Paul and Mary el van incloure en el seu Album 1700 i com a single d'aquest. D'aquesta manera va tenir molt d'èxit i es va convertir en el hit de Denver.
Diversos grups i autors han fet versions del tema, cosa que l'ha fet més famós i més reeixit.